# Golf Nippon Series JT Cup
Golf Nippon Series JT Cup (ゴルフ日本シリーズJTカップ Gorufu nihon shirīzu jei-tī kappu) är en professionell golftävling på den japanska golftouren. Tävlingen är den sista som spelas på den japanska toursäsongen och har ett begränsat antal spelare som tillåts delta; de 30 bästa spelarna på säsongens penninglista. Tävlingen har spelats sedan 1974 och har spelats på Tokyo Yomiuri Country Club. Golfbanan har spelats som par 70 sedan 1998 och med en längd av 6 422 meter.

## Vinnare
| År                        | Spelare                   | Nationalitet              | Resultat                  |
| Golf Nippon Series JT Cup | Golf Nippon Series JT Cup | Golf Nippon Series JT Cup | Golf Nippon Series JT Cup |
| ------------------------- | ------------------------- | ------------------------- | ------------------------- |
| 2017                      |                           |                           |                           |
| 2016                      | Park Sang-hyun            | Sydkorea                  | 267 (−13)                 |
| 2015                      | Ryo Ishikawa              | Japan                     | 266 (−14)                 |
| 2014                      | Katsumasa Miyamoto (3)    | Japan                     | 271 (−9)                  |
| 2013                      | Yūsaku Miyazato           | Japan                     | 267 (−13)                 |
| 2012                      | Hiroyuki Fujita (3)       | Japan                     | 262 (−18)                 |
| 2011                      | Hiroyuki Fujita (2)       | Japan                     | 200 (−10)*                |
| 2010                      | Hiroyuki Fujita (1)       | Japan                     | 265 (−15)                 |
| 2009                      | Shigeki Maruyama (2)      | Japan                     | 271 (−9)                  |
| 2008                      | Jeev Milkha Singh (2)     | Indien                    | 268 (−12)                 |
| 2007                      | Brendan Jones             | Australien                | 269 (−11)                 |
| 2006                      | Jeev Milkha Singh (1)     | Indien                    | 269 (−11)                 |
| 2005                      | Yasuharu Imano            | Japan                     | 269 (−11)                 |
| 2004                      | Paul Sheehan              | Australien                | 266 (−14)                 |
| 2003                      | Tetsuji Hiratsuka         | Japan                     | 264 (−16)                 |
| 2002                      | Shingo Katayama (2)       | Japan                     | 261 (−19)                 |
| 2001                      | Katsumasa Miyamoto (2)    | Japan                     | 268 (−12)                 |
| 2000                      | Shingo Katayama (1)       | Japan                     | 271 (−9)                  |
| 1999                      | Kazuhiko Hosokawa         | Japan                     | 270 (−10)                 |
| 1998                      | Katsumasa Miyamoto (1)    | Japan                     | 275 (−5)                  |
| 1997                      | Shigeki Maruyama (1)      | Japan                     | 268 (−16)                 |
| 1996                      | Masashi Ozaki (5)         | Japan                     | 262 (−26)                 |
| 1995                      | Masashi Ozaki (4)         | Japan                     | 272 (−16)                 |
| 1994                      | Hisayuki Sasaki           | Japan                     | 270 (−14)                 |
| 1993                      | Tommy Nakajima (2)        | Japan                     | 270 (−18)                 |
| 1992                      | Chen Tze-ming             | Taiwan                    | 280 (−8)                  |
| 1991                      | Naomichi Ozaki (3)        | Japan                     | 268 (−20)                 |
| 1990                      | Naomichi Ozaki (2)        | Japan                     | 275 (−13)                 |
| 1989                      | Akiyoshi Ohmachi          | Japan                     | 278 (−10)                 |
| 1988                      | Naomichi Ozaki (1)        | Japan                     | 275 (−13)                 |
| 1987                      | Isao Aoki (4) David Ishii | Japan USA                 | 138 (−7)^                 |
| 1986                      | Toru Nakamura (2)         | Japan                     | 275 (−15)                 |
| 1985                      | Tateo Ozaki               | Japan                     | 279 (−11)                 |
| 1984                      | Toru Nakamura (1)         | Japan                     | 267 (−23)                 |
| 1983                      | Isao Aoki (3)             | Japan                     | 281 (−19)                 |
| 1982                      | Tommy Nakajima (1)        | Japan                     | 283 (−17)                 |
| 1981                      | Yutaka Hagawa             | Japan                     | 135 (−9)^                 |
| 1980                      | Masashi Ozaki (3)         | Japan                     | 283 (−7)                  |
| 1979                      | Isao Aoki (2)             | Japan                     | 276 (−14)                 |
| 1978                      | Isao Aoki (1)             | Japan                     | 282 (−8)                  |
| 1977                      | Masashi Ozaki             | Japan                     | 275 (−15)                 |
| 1976                      | Shinsaku Maeda            | Japan                     | 285 (−5)                  |
| 1975                      | Takashi Murakami          | Japan                     | 283 (−7)                  |
| 1974                      | Masashi Ozaki             | Japan                     | 280 (−10)                 |

* Indikerar att tävlingen spelades över 54 hål.
^ Indikerar att tävlingen spelades över 36 hål.